# Partido Progresista Majorero
El Partido Progresista Majorero, también conocido por sus siglas PPMAJO fue un partido político de ámbito insular de la isla de Fuerteventura. Defendía una mayor relevancia de la isla en el conjunto de las Islas Canarias. Estuvo liderado por Domingo González Arroyo, quien lo fundó tras abandonar el Partido Popular.
En marzo de 2019, se unió a la Unión del Pueblo Majorero (liderada por Águeda Montelongo) para formar la coalición Gana Fuerteventura.
En noviembre de 2022 esencialmente se disolvió al volver a integrarse en el Partido Popular.